# Giselle Tigre
Giselle Barros Noé da Costa, mais conhecida como Giselle Tigre (Recife, 2 de agosto de 1972), é uma atriz e ex-modelo brasileira. Também gravou um álbum como cantora em 2000, intitulado Mais Além, sendo que não seguiu adiante com a carreira.
Giselle começou a carreira em 1987 como modelo, tendo se classificado nas finais do Supermodel of the World de 1990, o que a levou a trilhar uma expressiva carreira na moda ao participar de campanhas para marcas nacionais e internacionais, bem como fazer capas e editorais para diversas revistas brasileiras. Iniciou-se como atriz televisiva na Rede Globo, em 2000, vindo posteriormente a atuar em produções na Record e no SBT.
Em 2011, junto com a atriz Luciana Vendramini protagonizou um polêmico beijo gay em Amor e Revolução, telenovela do SBT. Além da carreira televisiva, participou de três curta-metragens e atuou em peças teatrais.

## Biografia
Última de uma família de seis filhos e nascida e criada em Recife, pelo lado materno a atriz é sobrinha-neta do jornalista e poeta Bastos Tigre, o primeiro bibliotecário brasileiro. Sua mãe, Glícia Tigre, faleceu em 2008. Artisticamente, Giselle começou no Teatro de Amadores de Pernambuco em 1987 com o musical Zuzu, aos quinze anos.

## Carreira

### 1987–99: carreira de modelo
Giselle iniciou a carreira como modelo em 1987, aos dezesseis anos, ainda em sua cidade natal, e pouco tempo depois, ao perceber que para ter mais projeção como modelo deveria ir para o eixo Rio–São Paulo, mudou-se para a capital paulista, onde morou entre 1989 e 1993.
Sua carreira de modelo ganhou projeção após classificar-se entre as quatro finalistas da etapa brasileira do concurso Supermodel of the World de 1990, promovido pela Class — sua agência na época — e pela Ford Models americana. A partir daí, figurou em campanhas e editoriais de moda em várias revistas brasileiras, como Criativa, Moda Brasil, Nova, Mon Tricot e  Desfile, assim como em comerciais de televisão para marcas como Gillette e Arisco, entre outras mídias. A estatura mediana de 1,65 metro de altura não possibilitou uma incursão mais a fundo nas passarelas, mas sua incrível beleza e um rosto com expressivos olhos verde-azulados a levaram como modelo ao exterior, tendo feito vários trabalhos no Japão e em Taiwan, onde passou alguns meses. Em um desses trabalhos no exterior, chegou a provar cinquenta coleções em doze horas.
Após voltar para Recife em 1993, começou a fazer trabalhos em publicidade e posar para grandes campanhas, seguindo até 1999 na profissão. Paralelamente dava aulas de redação para alunos do ensino fundamental. Sua beleza chamava mais atenção do que as próprias aulas, o que Giselle tentava disfarçar com roupas simples, poucos adereços e quase nada de maquiagem.

### 2000–presente: carreira de atriz
Em 2000 Giselle passou nos testes da Rede Globo para interpretar a professora Linda Albuquerque em Malhação. Ela teve apenas quatro dias para resolver tudo e se mudar para a «Cidade Maravilhosa». Na mesma emissora a atriz contracenou em  Kubanacan, em 2003, quando foi convidada a fazer Poder Paralelo  na Record, em 2010. A partir daí os trabalhos se multiplicaram. Em 1998 participou como Maria Madalena da Paixão de Cristo de Recife, e em 1991 já havia feito o curta-metragem Rupture. Sobre a relação beleza versus talento, em entrevista à revista Mensch a atriz revelou:
A beleza sempre será uma cobrança. Uma vez em uma entrevista ao telefone me perguntaram: você continua bonita? E ter o talento testado, com certeza é uma cobrança que eu mesma me faço. Ninguém precisa fazer isso por mim, lanço esse desafio a mim mesma a cada trabalho.
Para além da TV, a atriz também lançou um Compact Disc independente intitulado «Mais Além», com doze canções de vários compositores nordestinos, entre eles Lenine e Alceu Valença. O CD foi financiado pela Lei Rouanet com incentivo da Alcoa de Pernambuco.

## Controvérsias
Em 2011, juntamente com a atriz Luciana Vendramini, protagonizou um beijo entre duas mulheres na telenovela Amor e Revolução entre as personagens Marina Campobelo, vivida por Giselle, e Marcela, vivida por Luciana. Sobre o referido beijo entre Giselle e Luciana, o portal Universo Online (UOL) publicou: "Há poucos meses, Giselle Tigre protagonizou a cena mais polêmica de Amor e Revolução. Sua personagem, Marina, mesmo sendo heterossexual, acaba deixando-se levar pelas insistentes investidas de Marcela, vivida por Luciana Vendramini. Depois de o SBT ter adiado em um dia a sequência tão esperada para segurar a audiência, finalmente o beijo entre as duas personagens pôde ser assistido pelo público".
Na época, a emissora anunciou que havia sido o primeiro beijo homossexual da televisão brasileira. No entanto, este fato ocorreu em 1963 na produção Calúnia, da Rede Tupi, entre as atrizes Vida Alves e Geórgia Gomide, embora na época não fosse possível se arquivar o registro em vídeo, sendo transmitido apenas ao vivo. Sobre a cena, Giselle comentou: "Foi um dos momentos profissionais mais incríveis que já vivi. Primeiro pela total sintonia que encontrei na minha parceira de cena, a Lu (Luciana Vendramini), pelo marco histórico de protagonizar um beijo de 30 segundos entre duas mulheres, numa novela que falava sobre a ditadura militar no Brasil em 1970. Foi uma história de amor linda e virei um ícone da causa, que não era a minha, mas agora é".

## Filmografia

### Televisão
| Ano     | Título             | Personagem              | Notas                           |
| ------- | ------------------ | ----------------------- | ------------------------------- |
| 2000–03 | Malhação           | Linda Albuquerque Malta | Temporadas 7–8–9                |
| 2004    | Kubanacan          | Alma                    | Episódio: "15 de janeiro"       |
| 2008    | Guerra e Paz       | Kátia                   | Episódio: "Os Belos e as Feras" |
| 2009    | Caminho das Índias | Cecília                 | Episódio: "12 de fevereiro"     |
| 2009    | A Lei e o Crime    | Neusa                   | Episódios: "23–30 de março"     |
| 2010    | Poder Paralelo     | Drª. Vilma              |                                 |
| 2011    | Amor e Revolução   | Marina Campobelo        |                                 |
| 2014    | Gaby Estrella      | Diretora Ângela Neves   | Temporada 2                     |
| 2018    | Jesus              | Viúva                   | Participação Especial           |
| 2021    | Gênesis            | Raquel                  | Fase: José do Egito             |
| 2022    | Reis               | Ada                     | Fase: A Decepção                |

### Filmes
| Ano  | Título             | Personagem | Notas          |
| ---- | ------------------ | ---------- | -------------- |
| 1991 | Rupture            |            | Curta-metragem |
| 2005 | O Tempo de Cada Um |            | Curta-metragem |
| 2007 | Ménage à Trois     | Carla      | Curta-metragem |

## Vida pessoal
A atriz é casada com o artista plástico Marcelo Gemmal, com quem tem o filho Tabris. Em 2000, ela deixou às pressas o Recife para interpretar a professora Linda, em Malhação, Rede Globo. Na época, cursava o quinto período do curso de jornalismo na capital pernambucana e trabalhava como professora de redação,. Por causa do convite, só veio a concluir o referido curso na Universidade Estácio de Sá, no Rio de Janeiro.
Em entrevista ao portal iG a atriz revelou:
Sou aquela típica mulher moderna que acorda cedo, vai malhar, fazer compras, leva a filha à escola, prepara o jantar para o marido e, quando ele chega em casa, estou com uma garrafa de vinho esperando para bater um papo.
Para equilibrar sua personalidade, por vezes impaciente, a atriz diz praticar meditação zen budista.